# Астапов, Иван Степанович
Ива́н Степа́нович Аста́пов 7 апреля (25 марта) 1905, Романовка, Самарская губерния — 1 сентября 1982, Ленинград) — советский художник-график. Заслуженный деятель искусств РСФСР (1957).

## Биография
Родился в крестьянской семье в селе Романовка Николаевского уезда Самарской губернии. Рано проявил склонность к рисованию. Учился в Самарском художественном техникуме у М. И. Степанова (с 1918) — ныне Самарское художественное училище им. К. С. Петрова-Водкина, и в Москве в студии Д. Н. Кардовского (1923—1929). В 1925 году переехал в Ленинград. Назначен заведующим художественным отделом Сельхозгиза. Входил в объединение «Цех живописцев», имевшего реалистическую направленность художественного творчества. Участник художественных выставок с 1929 года. В числе основных: 1-я Выставка произведений ленинградских художников (1935), Осенняя выставка произведений ленинградских художников (1936) — в Ленинграде, «Молодые художники РСФСР» (1941), Выставка советского художественного эстампа (1941), «Ленинградские художники в дни Великой Отечественной войны» (1942) — в Москве, «Ленинград в дни блокады» (1943) — в Перми и др.
В годы войны находился в блокадном Ленинграде и был одним из организаторов выпуска и художественным руководителем сатирического листка «Боевой карандаш», сыгравшего важную роль в поддержке боевого духа защитников осаждённого города.
В 1969 году на Международной выставке «Сатира в борьбе за мир» «Боевой карандаш» был удостоен первой премии. Высокая награда — свидетельство несомненных заслуг Астапова как художественного руководителя этого коллектива.М. П. Сокольников
Работал в жанрах пейзажа, натюрморта, портрета, в станковой и книжной графике, акварели, плакате. Выполнил ряд живописных произведений. Создал циклы станковых графических работ — автолитографий «Военный и послевоенный Ленинград» (1943—1947; часть работ издана в виде альбома «Ленинград 1941—1945». М., 1945), «Магнитогорск — кузница оружия» (1945), «По ленинским местам» (Альбом. Л., 1946) и др. Сотрудничал в качестве художника-иллюстратора с издательствами города Лениздат, Детгиз и др. Автор иллюстраций и оформления к произведениям русских писателей: М. Горького «Челкаш», «Старуха Изергиль», И. С. Тургенева «Накануне» (1947), «Рудин» (1948), «Отцы и дети» (1950), «Муму» (1959), «Русские повести XIX века» (1950), «Тарантас» (1951) В. А. Соллогуба, «Что делать?» (1948) Н. Г. Чернышевского, «Деревня», «Антон-Горемыка», «Бобыль», «Гуттаперчевый мальчик», «Переселенцы» (все — 1954) Д. В. Григоровича, «После бала» (1958) Л. Н. Толстого, «Молодость Сеченова» (1962) Б. Л. Могилевского. и др.
Член Ленинградского Союза советских художников (с 1968 года — Ленинградская организация Союза художников РСФСР).
В 2009 году в Санкт-Петербурге состоялась ретроспективная выставка произведений художника (совместно с супругой — Д. М. Астаповой).
Его произведения находятся в Государственном Русском музее, Самарской городской художественной галерее, Бердянском художественном музее, Чувашской республиканской художественной галерее (Чебоксары), Бурят-Монгольском музее изобразительных искусств (Улан-Удэ), Иркутском областном художественном музее (Иркутск) и др. В послевоенный период произведения художника экспонировались на выставках в Варшаве (1947, 1957), персональных выставках в Ленинграде (1947), Куйбышеве (1949).

## Семья
- Отец — Астапов, Степан Никифорович, работник сельского хозяйства, хлебороб
- Мать — Астапова, Анна Васильевна, работник сельского хозяйства, хлебороб
  - Супруга — Астапова, Дебора Михайловна (1907—1991), художник-график
  - Дети — Астапов Александр Иванович (1932)
  - Внуки — Максимова Екатерина Александровна (1971), Шкляров Дмитрий Владимирович (1961), Дмитриева Татьяна Александровна (1969) ,Астапова Мария Александровна ( 1974— 2011 ) ,Астапов Борис Александрович ( 1976 — 2022)

## Награды
Награждён медалями «За оборону Ленинграда», «За доблестный труд в Великой Отечественной войне» и другими медалями.